# 93式反艦飛彈
九三式反艦飛彈（日文：93式空対艦誘導弾,ASM-2）為日本開發的空射反艦飛彈，目前為航空自衛隊的對艦主力武器。

## 簡介
防卫省与三菱重工的技术研究本部於1984年起進行取代ASM-1反艦飛彈的研究，開發過程中有沿用88式陸基反艦飛彈開發的相關技術，1988年將研究計畫轉移至三菱重工業，飛彈核心的紅外線尋標系統則交由富士通負責，三菱使用陸上自衛隊所裝備的88式陸基反艦飛彈部分技術進行開發；並於1989年製造出原型飛彈，直到1992年測試科目完全結束，1993年防衛廳開始購買此型飛彈並安裝至F-1戰鬥機上，總開發預算118億日圓。
九三式反艦飛彈外觀與前身80式空射反艦飛彈極為相似，不過從火箭推進改為三菱製造的低旁通比渦輪噴射發動機之因素因此在彈體下方裝設進氣口，飛彈主翼則運用具有匿蹤技術的材料降低被偵測距離；除了外觀以外，為了減低電子干擾對飛彈命中性的影響，九三式反艦飛彈的終端瞄準是採取紅外線尋標系統，藉由紅外線判定目標並對重要船隻的重點部位進行攻擊以彌補彈頭重量不足的隱憂，這也是目前世界上少數單使用紅外線進行瞄準的反艦飛彈（一般反艦飛彈採用主動雷達搜索或複合搜索系統增加命中率）；自衛隊當時考量陸基的ASM-1已經是雷達導引，為了分散單一體系被癱瘓失能的狀況下而持有不同導引設計的武器，來增加對方反制的複雜性
。飛彈彈頭搭配延遲引信，讓飛彈發揮其動能對目標結構的破壞力。
目前九三式反艦飛彈全數配發在支援戰鬥機部隊上（F-2、F-4EJ改）；就技術上來說已經退役的F-1戰鬥機雖然也能掛載，但是以往日本自衛隊有著「升級裝備不如買新裝備」的習慣，使得F-1的火力管制電腦無法自其它系統接收需要的接戰資訊，難以善用該型反艦飛彈的長射程，所以在F-1服役時被拍攝過掛載此型飛彈的事例不多見。
2000年至2002年間，航空自衛隊研發整合了GPS定位機能的改良型九三式反艦飛彈（ASM-2B），GPS用來輔助原本作為中段導航的慣性導航系統，減少導航階段因系統誤差而浪費的燃料，改善射程。該型飛彈原定2006年量產，但最後並未撥款生產。

## 引注
1. 1 2 3 4  .   [2014-04-27]. （原始内容存档于2010-07-27）.
2. 1 2 3  「F-1の誘導兵器とFCS」,川前久和,世界の傑作機No117　三菱F-1,P42-47,文林堂,2006年
3. ↑   (PDF).   [2014-04-27]. （原始内容存档 (PDF)于2013-01-27）.
4. 1 2  新空対艦誘導弾”ASM-3”,宮脇俊幸,「軍事研究」,2013年6月号,P38-50,株式会社ジャパン・ミリタリー・レビュー
5. ↑   (PDF).   [2014-10-24]. （原始内容存档 (PDF)于2016-03-08）.
6. ↑  平成23年版 日本の防衛 資料18 誘導弾の性能諸元 （页面存档备份，存于）、平成23年度 防衛白書

## 外部連結
- 88式陸基反艦飛彈
- 企鵝反艦飛彈
- 自衛隊裝備圖鑑 ASM-2 93式空對艦誘導彈（页面存档备份，存于）（日語）